# Electróforo

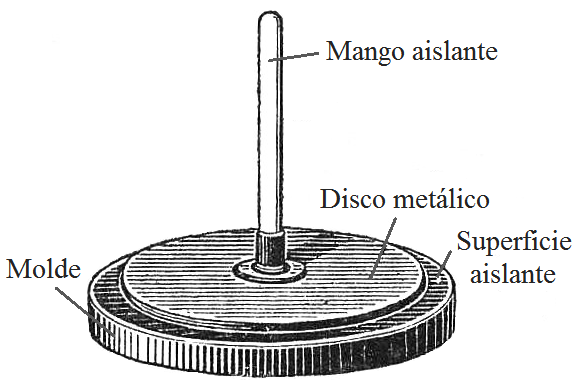
El electróforo.

En la física experimental, el electróforo es un generador de electricidad estática de tipo capacitivo formado por un condensador de plato simple, operado manualmente. Produce cargas electrostáticas mediante un proceso de inducción electrostática. 
El primer electróforo fue inventado en 1762 por el físico sueco Johan Carl Wilcke (1732-1796). Luego el científico italiano Alessandro Volta perfeccionó y popularizó este dispositivo en 1775, lo que ha llevado a acreditarle erróneamente su invención. Volta fue quien acuñó el término electróforo a partir del griego ήλεκτρον ('élektron'), y φέρω ('phero'), es decir, portador de electricidad. 
Otros generadores de electricidad estática que emplean el mismo principio de inducción electrostática son la máquina de Wimshurst y el generador de Van de Graaff.

## Esquema del electróforo

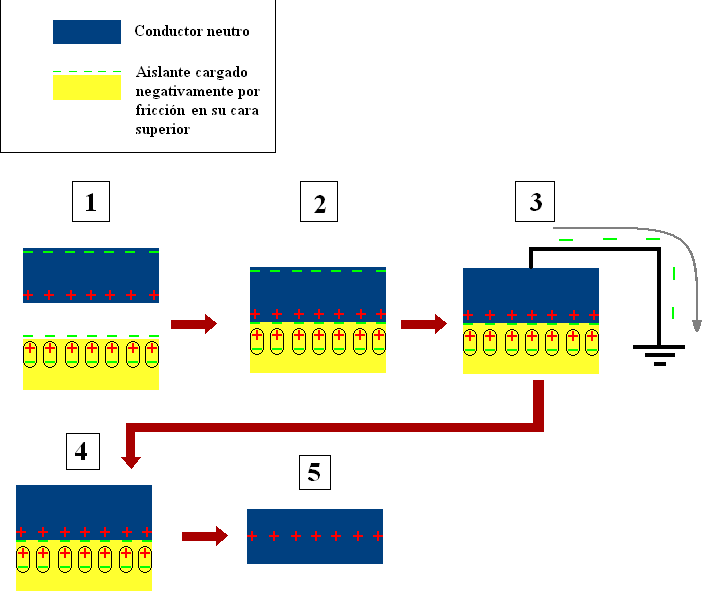
Esquema del electróforo

El objetivo del electróforo es cargar positivamente un disco de material  cargado conductor.
Está formado por:
- un disco de material conductor, generalmente metálico, con un mango aislante para sostenerlo (en el dibujo superior se ve el mango, en los esquemas debajo no está representado);
- una lámina de material aislante. En la versión original era una torta de resina;
- piel de gato (en la versión original), piel de conejo, o un simple tejido de lana bien seco, más fácil de conseguir.

## Funcionamiento
El electróforo funciona de la siguiente manera:
1. En primer lugar, se frota la superficie superior de la torta de resina o de la lámina aislante con la piel de gato o conejo (del lado de los pelos), o con un tejido de lana, a fin de que la superficie quede cargada negativamente por fricción. Una vez que el aislante está cargado, se acerca el disco metálico sosteniéndolo por el mango aislante (figura 1), con lo que tanto el disco conductor, como la torta de resina o la lámina aislante, se polarizan, situándose las cargas negativas del conductor en la superficie superior como consecuencia de la repulsión ejercida por las cargas negativas que el material aislante tiene en su superficie.
2. Se apoya el disco conductor encima del aislante, en contacto. Como el aislante tiene exceso de carga negativa su potencial es negativo; como están próximos, el potencial del disco metálico neutro también es negativo.
3. Se conecta el disco conductor a tierra (si no se tiene algo que sirva de toma de tierra, basta con que se toque con un dedo); como la tierra está a potencial de 0 V y el disco metálico tiene un potencial negativo, el disco tiende a perder carga negativa. Se origina una corriente de carga negativa (circulación de electrones) desde el disco hasta la tierra, que cesa cuando el potencial del disco es 0 V. Esto sucede cuando el disco queda cargado positivamente de forma que su potencial positivo se anula con el negativo generado por el aislante, con lo que el potencial total es de 0 V. Dicho de otra manera, así se refiere a tierra el potencial de la cara superior del material aislante.
4. Se desconecta el disco metálico de la toma de tierra, el potencial eléctrico sigue siendo de 0 V.
5. Se separa el disco metálico del aislante, agarrándolo por el mango, ya que si se tocase el disco con la mano, en el momento en que se alejase el disco de la lámina aislante, el potencial del disco pasaría de 0 V a un potencial positivo, con lo que electrones del cuerpo pasarían al disco, descargándolo. Esta acción de alejar el disco del material aislante cargado es la que inducirá en el disco metálico una carga de algunos miles de voltios.

Ahora el disco metálico ha quedado cargado positivamente; si tiene una carga suficiente y se acerca un dedo al disco sin tocarlo, se verá que salta una chispa entre el dedo y el disco, que quedará así descargado. 
La carga del disco metálico puede emplearse para distintos experimentos. Por ejemplo, si se pone el disco en contacto con un conductor aislado, se comprobará que la carga puede ser transportada a distancia. Como la carga estática que la base dieléctrica adquirió por frotamiento no se gasta durante el proceso de cargar el disco conductor, éste puede volver a cargarse muchas veces sin necesidad de frotarla nuevamente. Esto es así, porque la energía empleada para cargar el disco no es suministrada por la carga de la base dieléctrica, sino por el trabajo mecánico de separar el disco de la base. Es por esta razón que Volta lo llamó electróforo perpetuo. En realidad, se lo use o no, la carga de la base dieléctrica va perdiéndose lentamente a lo largo de las horas o días, sobre todo si hay alta humedad relativa ambiente, debido a la recombinación con las partículas de la atmósfera que posean carga de signo opuesto.
El científico alemán Georg Christoph Lichtenberg construyó en 1777 uno de los mayores electróforos que se han hecho. Tenía poco menos de dos metros de diámetro, y el disco metálico debía subirse y bajarse con un sistema de poleas. Se reportaron chispas de hasta 38 cm (casi 400 000 voltios). Lichtenberg empleó estas descargas para crear extraños dibujos ramificados, arborescentes, conocidos como Figuras de Lichtenberg.
Algunos otros pocos materiales aislantes, como ciertos vidrios especiales, pueden producir tensiones de polaridad invertida.

## Construcción de un electróforo
Puede construirse un electróforo con materiales fáciles de conseguir. Para el disco metálico puede emplearse una tapa a presión de un recipiente metálico de leche en polvo o similar (plano, sin molduras), con su reborde hacia arriba. Como mango aislante puede utilizarse una varilla o tubo de material plástico, por ejemplo el tubo exterior de un bolígrafo, que puede adherirse al centro del disco con supercemento (cianoacrilato), con resina epoxi, o con otro adhesivo fuerte, como una masilla polimerizable de dos componentes. 
El material aislante original era una torta de resina (material en venta en ferreterías y químicas), pero también puede hacerse con un gran trozo de azufre (se consigue en las fábricas de escobas de paja  y en químicas), elegido con superficie plana y tamaño mayor que el disco metálico. Las tensiones generadas así rondarán los ocho o diez mil voltios, que no son peligrosas debido a la escasa corriente que el electróforo es capaz de generar. El largo de la chispa permite calcular aproximadamente la tensión eléctrica alcanzada a razón de mil voltios por cada milímetro de chispa. 
En lugar de la torta de resina o azufre puede usarse una lámina de material plástico, por ejemplo acrílico, mylar, poliestireno, etc., pero las tensiones generadas así pueden ser menores. En vez de una piel de gato o de conejo, difíciles de conseguir, puede emplearse con igual resultado un tejido de lana bien seco. 
Es conveniente hacer el experimento sólo en días en que la humedad relativa ambiente sea menor que el 50 o 60 %. Para realizar el experimento, es importante seguir con cuidado los cinco pasos indicados en la sección anterior; en caso contrario el electróforo no funcionará.